# William Salyers (actor)
William Salyers es un actor estadounidense, mejor conocido por sus actuaciones de voz, como Reverendo Putty y Mr. Littler en Moral Orel, Rigby en Regular Show, Toranosuke Yoshida en Persona 5 y Otto Octavius / Doctor Octopus en el videojuego de 2018 Spider-Man.

## Biografía
Salyers creció en Pawhuska, Oklahoma y se graduó de la escuela secundaria de Pawhuska en 1982. Es conocido como la voz de Rigby, entre otros personajes, en Regular Show, Reverendo Putty y Mr. Littler en Moral Orel, y Otto Octavius / Doctor Octopus en el videojuego Spider-Man, así como en su secuela de 2023 Spider-Man 2 y su spin-off de 2020 Spider-Man: Miles Morales y el videojuego no relacionado de 2019 Marvel Ultimate Alliance 3: The Black Order. Salyers también proporcionó las voces del Pingüino en Batman: Return of the Caped Crusaders y Batman vs. Two-Face, Virman Vundabar en Justice League Action, Truman Marsh en Los Vengadores unidos, Sensei Wu, Master Chen, Gorzan, Mayor Hubert y The Scarecrow en Lego Dimensions, y Bruce Banner en Marvel's Midnight Suns. También ha tenido papeles de acción real en la película Al diablo con el diablo y en la serie de televisión Judging Amy.

## Filmografía

### Películas
| Año  | Título                                | Papel                            | Notas             |
| ---- | ------------------------------------- | -------------------------------- | ----------------- |
| 1999 | The Book of Stars                     | Doctor de Hospital               |                   |
| 2000 | Al diablo con el diablo               | Diablo (Elegante)                |                   |
| 2016 | Batman: Return of the Caped Crusaders | Pingüino (voz)                   | Directo a video   |
| 2017 | Deep                                  | Darcy (voz)                      | [ 3 ]             |
| 2017 | Batman vs. Two-Face                   | Pingüino (voz)                   | Directo a video   |
| 2018 | Batman: Gotham by Gaslight            | Hugo Strange (voz)               | Directo a video   |
| 2019 | DC Showcase: Sgt. Rock                | The Iron Major (voz)             | Cortometraje      |
| 2020 | Superman: Red Son                     | Joseph Stalin (voz)              | Directo a video   |
| 2022 | Pompo: The Cinéphile                  | Voces adicionales                | Doblaje en inglés |
| 2023 | Batman: The Doom That Came to Gotham  | Pingüino, Profesor Manfurd (voz) | Directo a video   |

### Televisión
| Año        | Título                               | Papel                                                        | Notas                                         |
| ---------- | ------------------------------------ | ------------------------------------------------------------ | --------------------------------------------- |
| 1993, 1995 | Northern Exposure                    | Mitch, Shakespeare                                           | 2 episodios                                   |
| 1995       | Medicine Ball                        | Maníaco del bisturí                                          | Episodio: "Wizard of Bras"                    |
| 1996       | Pandora's Clock                      | Controller                                                   | Miniserie                                     |
| 2000, 2003 | Judging Amy                          | Phil Dyer                                                    | 2 episodios                                   |
| 2001       | Strong Medicine                      | Doctor de Emergencias                                        | Episodio: "Maternity"                         |
| 2001       | The Huntress                         | Douglas Quinn                                                | Episodio: "Generations"                       |
| 2005–08    | Moral Orel                           | Reverendo Putty, Mr. Littler (voces)                         | 28 episodios                                  |
| 2009       | iCarly                               | Juez Phillipe                                                | Episodio: "iCook"                             |
| 2010–12    | Mary Shelley's Frankenhole           | El Hombre Invisible, John Hancock (voces)                    | 3 episodios                                   |
| 2010–17    | Regular Show                         | Rigby, voces adicionales                                     | 245 episodios                                 |
| 2015       | Regular Show: The Movie              | Rigby (voz)                                                  | Película de television                        |
| 2016–17    | Los Vengadores unidos                | Truman Marsh, Miembro del consejo de seguridad mundial (voz) | 6 episodios                                   |
| 2017       | Ant-Man                              | Yellowjacket (voz)                                           | 2 episodios                                   |
| 2017       | Justice League Action                | Virman Vundabar (voz)                                        | Episodio: "Under a Red Sun"                   |
| 2018       | Persona 5: The Animation             | Toranosuke Yoshida (voz)                                     | Doblaje en inglés                             |
| 2018       | The Epic Tales of Captain Underpants | Voces adicionales                                            | 3 episodios                                   |
| 2019       | Who Killed Little Gregory?           | Etienne Sesmat                                               | 5 episodios                                   |
| 2020       | Jorge el curioso                     | Nature Host (voz)                                            | Episodio: "George in His Own Backyard"        |
| 2020–22    | Close Enough                         | Dog Boy, Doctor, voces adicionales                           | 5 episodios                                   |
| 2021       | Shaman King                          | Hang Zang-Ching, Olona (voz)                                 | Doblaje en inglés, 6 episodios                |
| 2021       | Teenage Euthanasia                   | Stephen Hawking, Guarda de seguridad                         | Episodio: "First Date with the Second Coming" |
| 2022       | Spriggan                             | Mayor Fatman, Profesor Mauser, Steve Foster (voz)            | Doblaje en inglés                             |
| 2024       | Batman: Caped Crusader               | Alcalde Jessop, Emil Potter (voz)                            | 2 episodios                                   |
| 2025       | Kabushiki Gaisha Magilumiere         | Shibafuji (voz)                                              | Doblaje en inglés                             |

### Videojuegos
| Año     | Título                                        | Papel                                                                                 | Notas               | Source       |
| ------- | --------------------------------------------- | ------------------------------------------------------------------------------------- | ------------------- | ------------ |
| 2008    | Hellboy: The Science of Evil                  | Lock, voces adicionales                                                               |                     |              |
| 2008    | Tom Clancy's EndWar                           | Voces adicionales                                                                     |                     |              |
| 2008    | Call of Duty: World at War                    | Soldado alemán                                                                        |                     |              |
| 2009    | Eat Lead: The Return of Matt Hazard           | Soldado ruso, Bandido                                                                 |                     | [ 3 ]        |
| 2009    | Cartoon Network Universe: FusionFall          | Rigby                                                                                 |                     |              |
| 2009    | The Sims 3                                    | Voz 1                                                                                 |                     |              |
| 2009    | Where the Wild Things Are                     | Douglas                                                                               |                     | [ 3 ]        |
| 2010    | Mass Effect 2                                 | Joram Talid, Marab, Sargento Haron, Oficial de Seguridad Zemkl                        |                     |              |
| 2010    | Medal of Honor                                | Bossman                                                                               |                     |              |
| 2011    | Dead Space 2                                  | Voces adicionales                                                                     |                     |              |
| 2011    | Dungeon Siege III                             | Lazer Bassili, Meister Fiddlewick                                                     |                     |              |
| 2011    | Capitán América: Supersoldado                 | Fuerzas de Hydra                                                                      |                     | [ 3 ]        |
| 2011    | The Elder Scrolls V: Skyrim                   | Voces adicionales                                                                     |                     |              |
| 2012    | The Darkness II                               | Victor Valente                                                                        |                     | [ 3 ]        |
| 2012    | Mass Effect 3                                 | Mordin Solus                                                                          |                     | [ 3 ]        |
| 2013    | The Bureau: XCOM Declassified                 | Heinrich Dresner, Outsider Infiltrator                                                |                     |              |
| 2013    | République                                    | David Bowen                                                                           |                     | [ 3 ]        |
| 2014    | WildStar                                      | Ish'amel the Bloodied, Zarkonis, CaravanMaster Braithwait, Mechari Male, Chua, Cosine |                     |              |
| 2014    | SimCity: BuildIt                              | Voces adicionales                                                                     |                     |              |
| 2014    | Sunset Overdrive                              | Voces adicionales                                                                     |                     |              |
| 2014    | Far Cry 4                                     | Voces adicionales                                                                     |                     |              |
| 2014    | LEGO Ninjago: Nindroides                      | Sensei Wu                                                                             |                     |              |
| 2014–16 | Star Wars: The Old Republic                   | Ajolin, Lord Ivress, Jarak, Lord Anril                                                |                     |              |
| 2015    | Evolve                                        | Hank                                                                                  |                     | [ 3 ]        |
| 2015    | Pillars of Eternity                           | Thaos ix Arkannon                                                                     |                     |              |
| 2015    | Anki Overdrive                                | Dark                                                                                  |                     |              |
| 2015    | Lego Dimensions                               | Sensei Wu, Master Chen, Mayor Hubert, Gorzan, Scarecrow                               |                     |              |
| 2015    | Fallout 4                                     | Bullet, Calvin Whitaker, Sheffield                                                    |                     | [ 3 ]        |
| 2016    | Hitman                                        | Erich Soders                                                                          |                     | [ 3 ]        |
| 2016    | Persona 5                                     | Toranosuke Yoshida                                                                    |                     |              |
| 2016    | XCOM 2                                        | Julian                                                                                |                     |              |
| 2016    | World of Final Fantasy                        | Cid                                                                                   |                     | [ 3 ]        |
| 2017    | Agents of Mayhem                              | Claymore (Cormac Ross), Tres Delmore, Pride Trooper                                   |                     |              |
| 2018    | Dynasty Warriors 9                            | Cao Ren, Huang Gai                                                                    |                     | [ 3 ]        |
| 2018    | Pillars of Eternity II: Deadfire              | Thaos ix Arkannon, Weto, Injured Soldier                                              |                     |              |
| 2018    | Spider-Man                                    | Otto Octavius / Doctor Octopus                                                        |                     | [ 3 ]        |
| 2018    | The Legend of Heroes: Trails of Cold Steel IV | Carl Regnitz                                                                          |                     |              |
| 2019    | Rage 2                                        | Atom Hammer                                                                           |                     | [ 3 ]        |
| 2019    | Marvel Ultimate Alliance 3: The Black Order   | Doctor Octopus                                                                        |                     | [ 3 ]        |
| 2019    | Fallout 76                                    | Calvin Van Lowe, Toxic Larry                                                          | DLC Wild Appalachia |              |
| 2019    | Persona 5 Royal                               | Toranosuke Yoshida                                                                    |                     | [ 3 ]        |
| 2020    | Final Fantasy VII Remake                      | Palmer                                                                                |                     | [ 9 ] [ 3 ]  |
| 2020    | The Legend of Heroes: Trails of Cold Steel IV | Governor Carl Regnitz                                                                 |                     | [ 3 ]        |
| 2020    | Yakuza: Like A Dragon                         | Nonomiya                                                                              | Doblaje en inglés   | [ 3 ]        |
| 2020    | Call of Duty: Black Ops Cold War              | Perseo                                                                                |                     |              |
| 2020    | Spider-Man: Miles Morales                     | Otto Octavius                                                                         |                     | [ 3 ]        |
| 2021    | Ratchet & Clank: Una dimensión aparte         | The Fixer, Piratas robot, voces adicionales                                           |                     | [ 3 ]        |
| 2021    | Back 4 Blood                                  | Hoffman                                                                               |                     |              |
| 2022    | Saints Row                                    | Fuerzas de la ley, Habitantes de Santo Ileso                                          |                     |              |
| 2022    | Marvel's Midnight Suns                        | Bruce Banner                                                                          |                     | [ 10 ] [ 3 ] |
| 2023    | Spider-Man 2                                  | Otto Octavius                                                                         |                     | [ 3 ]        |
| 2023    | Persona 5 Tactica                             | Ichiro Nakabachi                                                                      |                     | [ 3 ]        |
| 2024    | Like a Dragon: Infinite Wealth                | Yotaro Nakajima, voces adicionales                                                    |                     | [ 3 ]        |
| 2024    | The Legend of Heroes: Trails into Reverie     | Soldados y Ciudadanos de Zemuria                                                      |                     | [ 11 ]       |
| 2024    | Final Fantasy VII Rebirth                     | Palmer                                                                                |                     | [ 3 ]        |
| 2024    | Batman: Arkham Shadow                         | Woody, Donnegan, CO Mitchell                                                          |                     | [ 3 ]        |
| 2025    | Like a Dragon: Pirate Yakuza in Hawaii        | Jack the Collector                                                                    |                     | [ 3 ]        |